# Nim słońce wstanie / Angel
Nim Słońce Wstanie/Angel – singel bigeneryczny wydany w Niemczech w celach promocyjnych dwóch piosenkarek jazzowych - Anny Marii Jopek oraz Cassandry Wilson. Bodźcem do wydania singla było wydanie płyty AM Jopek pt. Barefoot czyli międzynarodowej wersji Bosej.

## Lista utworów
1. Anna Maria Jopek - Nim słońce wstanie (03:42) LC 00699, Emarcy 2001

[muz. i sł. Anna Maria Jopek]
1. Cassandra Wilson - Angel (04:39) LC 00383, Verve 1991

[komp. Carolyn Franklin, Sonny Saunders]